# Povijest Haitija
Povijest Haitija koja je zabilježena započela je 1492. godine, kada se europski kapetan i istraživač Kristofor Kolumbo iskrcao na veliki otok u području zapadnog Atlantskog oceana. Zapadni dio otoka Hispaniola, gdje se nalazi Haiti, bio je naseljen indijanskim narodima Taíno i Arawakan, koji su svoj otok zvali Ayiti. Otok je odmah potraživan za španjolsku krunu, gdje je nazvan La Isla Española („španjolski otok”), kasnije latinizirano u Hispaniola. 
Do početka 17. stoljeća Francuzi su izgradili naselje na zapadu Hispaniole i nazvali ga Saint-Domingue. Prije Sedmogodišnjeg rata (1756. – 1763.), gospodarstvo Saint-Dominguea postupno se širilo, a šećer i kasnije, kava postali su važne izvozne kulture. Nakon rata koji je prekinuo pomorsku trgovinu, kolonija se brzo širila. Godine 1767. izvezen je indigo, pamuk i 72 milijuna funti sirovog šećera. Do kraja stoljeća kolonija je obuhvaćala trećinu cjelokupne atlantske trgovine robljem.
Godine 1791. robovi su podigli pobunu koja je dovela do Haićanske revolucije. André Rigaud, vođa revolucije, prisilio je Francuze na povlačenje. Kad je Toussaint Louverture proglasio neovisnost 1802., Napoleon je poslao invazijske snage da prisile Haićane na predaju. Nakon Toussaintove smrti, generali Jean-Jacques Dessalines, Henri Christophe i Alexandre Pétion vodili su tešku bitku protiv Charlesa Leclerca, vođe francuske invazije. Kako se tijek rata okrenuo u korist Haićana, Napoleon je odustao od invazije, što je dovelo do toga da Dessalines proglasi neovisnost Haitija 1804. Dessalines je orkestrirao masakr preostalog francuskog stanovništva na Haitiju, što je rezultiralo s više od 5000 mrtvih. Muškarci, žene i djeca ubijani su kao osveta za Napoleonovu invaziju. Bijelci su vješani na vješala duž obale, signalizirajući brodovima u prolazu da se Haiti očistio od Europljana.
Ubrzo nakon neovisnosti, Haiti je proglašen carstvom pod Dessalinesom. Kada je Dessalines svrgnut državnim udarom, Haiti se tada podijelio na dvije regije, pod kontrolom suparničkih režima, s Christopheom koji je vladao polufeudalnom sjevernom državom Haiti, a Pétion je vladao tolerantnijom južnom Republikom Haiti. Jean-Pierre Boyer naslijedio je Pétiona 1811.; učvrstio je vlast na zapadu i napao Santo Domingo, čime je ujedinio Hispaniolu. Međutim, nacija se ekonomski borila zbog isplata odštete počevši od 1825. Godine 1843. Haiti je zapao u kaos nakon pobune koja je svrgnula Boyera; vladu su tada vodili kratkotrajni carevi i generali. Upravljiviji ustav uveden je pod Michelom Domingueom 1874., što je dovelo do dugog razdoblja demokratskog mira i razvoja za Haiti.
Haiti je bio pod okupacijom Sjedinjenih Država od 1915. do 1934. Nakon okupacije, predsjednik Sténio Vincent iznudio je novi ustav koji je omogućio široke ovlasti izvršne vlasti. Prvi civilni predsjednik, Dumarsais Estimé, vladao je pet godina do 1950. Nakon kratkog razdoblja nestabilnosti, François Duvalier se uzdigao i predstavio se kao legitimni nasljednik Estiméa. Njegov se režim smatra jednim od najrepresivnijih i najkorumpiranijih modernog doba; njegov sin, Jean-Claude, vidio je kako gospodarsko i političko stanje Haitija nastavlja opadati, iako su neki od najstrašnijih elemenata režima njegova oca ukinuti. Razdobljem nakon Duvaliera dominiralo je predsjedništvo Jean-Bertranda Aristidea sve do njegovog pada u kontroverznom državnom udaru 2004. godine. Snažan potres magnitude 7,0 pogodio je zemlju 2010. godine i prouzročio veliku devastaciju.